# Grant megye (Észak-Dakota)
Grant megye az Amerikai Egyesült Államokban, azon belül Észak-Dakota államban található. Megyeszékhelye Carson, legnagyobb városa Elgin. Lakosainak száma 2301 fő (2020. április 1.). Grant megye Morton, Sioux, Stark, Adams és Hettinger megyékkel határos.

## Népesség
A megye népességének változása:
| Lakosok száma | 2388 | 2353 | 2343 | 2377 | 2388 | 2301 |
|               | 2010 | 2011 | 2012 | 2013 | 2015 | 2020 |